# 에디스 새비지제닝스
에디스 메이 새비지제닝스(Edith Mae Savage-Jennings, 1924년 3월 17일 ~ 2017년 11월 12일)는 뉴저지주에서 온 아프리카계 미국인 민권운동의 지도자였다. 그녀는 민권 운동 지도자 마틴 루서 킹 주니어와 함께 자신의 교제로 알려졌다.
그녀는 프랭클린 D. 루스벨트부터 버락 오바마를 통하여 모든 대통령들 아래서 백악관에 내빈으로 두드러졌다. 2011년 뉴저지주 여성 명예의 전당으로 헌액되었다.

## 어린 시절
플로리다주 잭슨빌에서 6명의 자식들 중의 하나로 태어났다. 그녀가 2세 때 그녀의 부모가 사망하였다. 부모의 사망에 이어 새비지와 그녀의 형제, 자매들은 뉴저지주로 이주한 그녀의 고모와 함께 살러 갔다.
10세의 나이로 새비지는 뉴저지 주립 유색 여성 연맹을 대표하여 영부인에게 꽃을 전하는 데 선택되었을 때 엘리노어 루스벨트 여사를 만났다. 아무것도 말하지 말라고 가르쳤어도 새비지는 루스벨트 여사의 일생의 나머지를 위하여 둘이 펜팔이 되는 데 이끈 것에 그녀에게 감사를 표하였다.
12세의 나이로 그녀는 전미 흑인 지위 향상 협회에 가입하였다.

## 민권운동 지도자
13세만의 나이에 새비지는 흑인들을 위하여 지정된 좌석 지역이었던 발코니에 앉는 것을 거부할 때 트렌턴에 있는 캐피털 극장에서 인종 차별을 폐지하는 데 동움을 주었다. 새비지의 첫 직업은 그녀가 지속적으로 인종 차별에 대항하는 연설을 할 때 보안관의 사무실에 있었다.
1957년 새비지가 민권운동 지도자 마틴 루서 킹 주니어의 남부 지도자 회의를 위하여 기금을 하고 있을 때 그녀는 킹 목사에게 소개되었다. 킹과 그의 부인 코레타 스콧 킹은 새비지의 가까운 친구들이 되었다. 킹의 사망 후, 새비지는 코레타 여사와 함께 킹 센터를 창립하는 데 일하였다.
1964년 새비지와 당시 뉴저지 주의 지도적인 여성 헬렌 마이너는 미시시피주에서 학교를 인종적으로 통합하는 대통령의 임무에 갔다. 새비지와 마이너는 학교가 인종적으로 평화롭게 통합하기 위하여 허락하는 데 지방인들을 납득시키는 노력에서 지방 여성들과 만났다. 그해 후반에 그녀는 뉴저지주 민주당 연정을 결성하였다.
2017년 그녀는 트렌턴에서 열린 여성의 행렬에서 기조 연설자였다.

## 다른 활동들
새비지는 1968년 남부 기독교 지도자 회의의 중부 대서양 주 빈민들의 캠페인의 진행자였다. 지미 카터 대통령은 1977년 텍사스주 휴스턴에서 열린 세계 여성 회의에서 미국 사절단으로서 그녀를 임명하였다.
민권운동을 곁으로 새비지는 교육을 통하여 아프리카계 미국인 공동체에서 문제들을 투쟁하기를 원하였다. 그녀는 어린이들에게 역할 모델들을 주는 데 양육과 선도의 중요성을 믿었다.

## 개인 생활
1993년 10월 28일 새비지는 C. 도널드 제닝스와 결혼하였다. 로자 파크스 여사가 결혼식에 참석하고 코레타 스콧 킹 여사가 시녀로 지냈다. 그녀의 남편은 2011년 7월 19일 94세의 나이로 사망하였다.

## 사망
새비지는 2017년 11월 12일 93세의 나이로 트렌턴의 저택에서 사망하였다.

## 수상과 명예
새비지는 민권운동에서 자신의 공로로 100개 이상의 상과 명예들을 받았다. 2011년 뉴저지주 여성 명예의 전당으로 헌액되었다. 트렌턴 시는 2016년 2월 19일을 에디스 새비지제닝스의 날로 선언하였다.
새비지는 프랭클린 D. 루스벨트부터 버락 오바마까지 모든 대통령들 아래 백악관으로 내빈이었다.